# Filip Padniewski

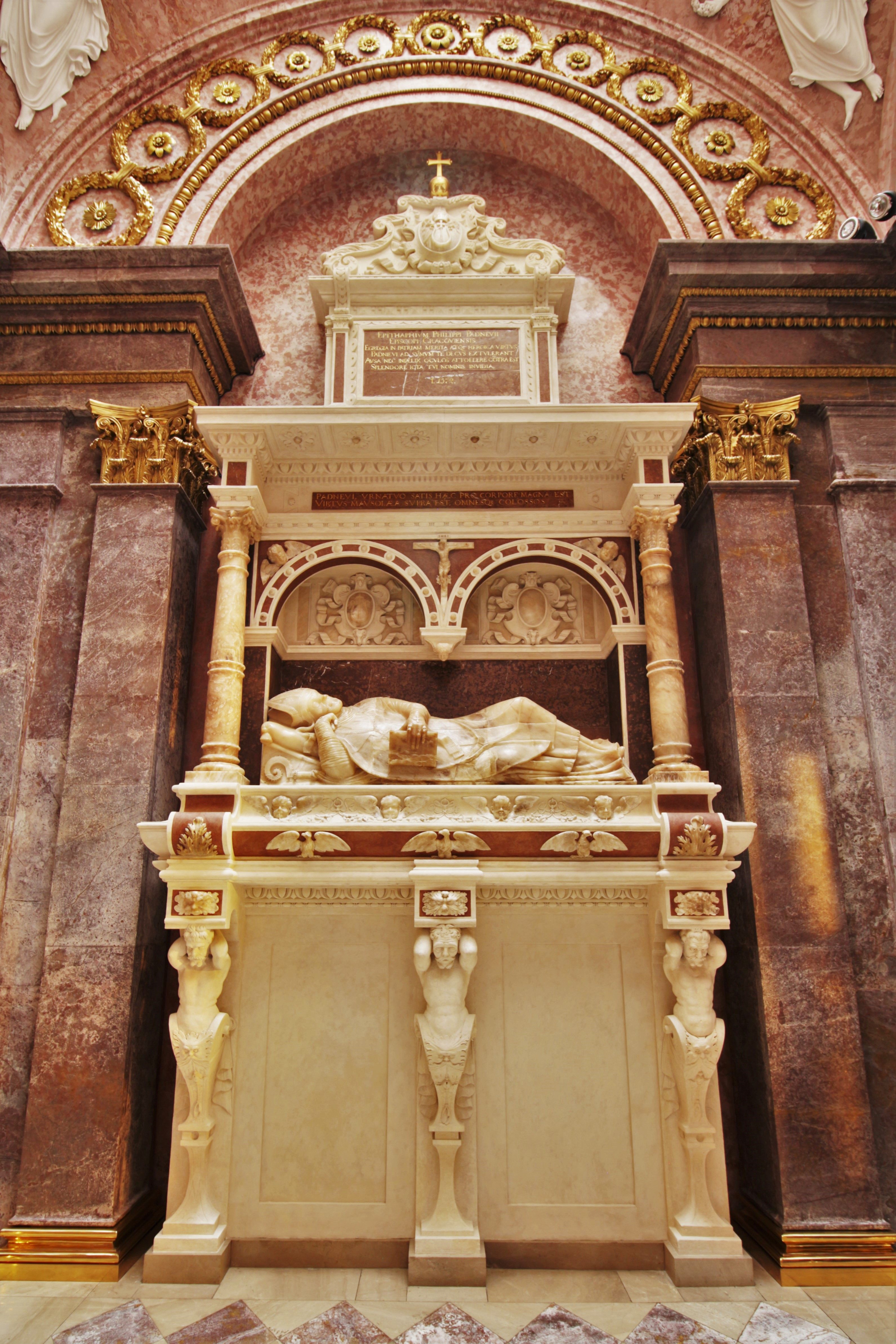
Grabmal in der Potocki-Kapelle der Wawel-Kathedrale

Filip Padniewski (* 1510 in Skórki bei Żnin, Polen-Litauen; † 17. April 1572 in Warschau) war von 1559 bis 1562 Unterkronkanzler, 1560 Bischof von Przemyśl und von 1560 bis 1572 Bischof von Krakau. Seit 1538 war er bereits Kanoniker in Krakau und seit 1547 Kanoniker in Gnesen, Erzdiakon in Krakau seit 1554 sowie Großsekräter der Krone seit 1557, politischer Schriftsteller, Redner und Kunstmäzen. 
Er starb 1572 in Warschau und wurde später nach Krakau überführt, wo er in der von Jan Michałowicz gestalteten und später Potocki-Kapelle genannten Kapelle der Wawel-Kathedrale beigesetzt wurde.